# Campeonato de Béisbol Juvenil de Panamá 2022
La LIII Temporada 2022 Copa Caja de Ahorros inició el 15 de enero de 2022 y finalizó el 28 de febrero de 2022, el partido inaugural se dio en el Estadio Remón Cantera de la Provincia de Coclé, entre Coclé vs Panamá Metro, que finalizó con marcador de 10-8 a favor de la novena de coclé.
La Novena de Panamá Este, se proclamó como el nuevo campeón del torneo juvenil al vencer 4-2 a Panamá Metro en la Serie Final, obteniendo así su primer título de la categoría, desde su fundación en 2017.

## Equipos participantes
Los equipos oficialmente inscritos para participar en el Campeonato Nacional Juvenil son: 
| Bocas del Toro     | Herrera      |
| Coclé              | Los Santos   |
| Colón              | Panamá Este  |
| Chiriquí           | Panamá Metro |
| Chiriquí Occidente | Panamá Oeste |
| Darién             | Veraguas     |

## Serie Regular
16 juegos por cada equipo, 8 equipos avanzan a la ronda final.
 Actualizados al 2 de febrero de 2022.
Fuente: Fedebeis.com.pa
| Serie Regular  | JJ | JG | JP | PROM  | DF | Nota        |
| -------------- | -- | -- | -- | ----- | -- | ----------- |
| Coclé          | 16 | 12 | 4  | 0.750 | -  | Clasificado |
| Panamá Oeste   | 16 | 12 | 4  | 0.750 | -  | Clasificado |
| Panamá Este    | 16 | 11 | 5  | 0.688 | 1  | Clasificado |
| Panamá Metro   | 16 | 10 | 6  | 0.625 | 2  | Clasificado |
| Herrera        | 16 | 8  | 8  | 0.500 | 4  | Clasificado |
| Darién         | 16 | 8  | 8  | 0.500 | 4  | Clasificado |
| Colón          | 16 | 7  | 9  | 0.438 | 5  | Clasificado |
| Chiriquí       | 16 | 7  | 9  | 0.438 | 5  | Clasificado |
| Los Santos     | 16 | 7  | 9  | 0.438 | 5  | Eliminado   |
| Bocas del Toro | 16 | 6  | 10 | 0.375 | 6  | Eliminado   |
| Ch. Occidente  | 16 | 5  | 11 | 0.333 | 7  | Eliminado   |
| Veraguas       | 16 | 3  | 13 | 0.188 | 9  | Eliminado   |

## Fase final
Serie de 8: mejor de cinco partidos

Semifinal: mejor de siete partidos  

Final: mejor de siete partidos
|  | Serie de 8 | Serie de 8   | Serie de 8 |              |   | Serie Semifinal | Serie Semifinal | Serie Semifinal |  |   | Serie Final | Serie Final | Serie Final |  |
|  |            |              |            |              |   |                 |                 |                 |  |   |             |             |             |  |
|  |            |              |            |              |   |                 |                 |                 |  |   |             |             |             |  |
|  | 1          | Coclé        | 0          |              |   |                 |                 |                 |  |   |             |             |             |  |
|  | 1          | Coclé        | 0          |              |   |                 |                 |                 |  |   |             |             |             |  |
|  | 8          | Chiriquí     | 3          |              |   |                 |                 |                 |  |   |             |             |             |  |
|  | 8          | Chiriquí     | 3          |              | 4 | Panamá Metro    | 4               |                 |  |   |             |             |             |  |
|  |            |              |            |              | 4 | Panamá Metro    | 4               |                 |  |   |             |             |             |  |
|  |            |              | 8          | Chiriquí     | 3 |                 |                 |                 |  |   |             |             |             |  |
|  | 4          | Panamá Metro | 8          | Chiriquí     | 3 | 3               |                 |                 |  |   |             |             |             |  |
|  | 4          | Panamá Metro |            |              |   |                 |                 |                 |  |   |             |             |             |  |
|  | 5          | Herrera      | 0          |              |   |                 |                 |                 |  |   |             |             |             |  |
|  | 5          | Herrera      | 0          |              |   |                 |                 |                 |  | 3 | Panamá Este | 4           |             |  |
|  |            |              |            |              |   |                 |                 |                 |  | 3 | Panamá Este | 4           |             |  |
|  |            |              | 4          | Panamá Metro | 2 |                 |                 |                 |  |   |             |             |             |  |
|  | 2          | Panamá Oeste | 4          | Panamá Metro | 2 | 3               |                 |                 |  |   |             |             |             |  |
|  | 2          | Panamá Oeste |            |              |   |                 |                 |                 |  |   |             |             |             |  |
|  | 7          | Colón        | 0          |              |   |                 |                 |                 |  |   |             |             |             |  |
|  | 7          | Colón        | 0          |              | 2 | Panamá Oeste    | 2               |                 |  |   |             |             |             |  |
|  |            |              |            |              | 2 | Panamá Oeste    | 2               |                 |  |   |             |             |             |  |
|  |            |              | 3          | Panamá Este  | 4 |                 |                 |                 |  |   |             |             |             |  |
|  | 3          | Panamá Este  | 3          | Panamá Este  | 4 | 3               |                 |                 |  |   |             |             |             |  |
|  | 3          | Panamá Este  |            |              |   |                 |                 |                 |  |   |             |             |             |  |
|  | 6          | Darién       | 0          |              |   |                 |                 |                 |  |   |             |             |             |  |
|  | 6          | Darién       | 0          |              |   |                 |                 |                 |  |   |             |             |             |  |
|  |            |              |            |              |   |                 |                 |                 |  |   |             |             |             |  |

## Campeón
Panamá Este 

Campeón

1° Título